# キキョウラン
キキョウラン Dianella ensifolia は、キキョウラン属の多年草。紫の花を付け、紫の果実を付ける。

## 特徴
多年生の草本。太い根茎があり、その表面は葉鞘で覆われる。根茎は地下を横に這い、太い根が少数出る。地下茎は径4mm、根の径は2mmほどもあり、表面には軟毛が密生する。
根出葉が多数あって二列性に配置する。葉は長さ40-60cm、幅15-20mmで線形。先に向かって次第に狭まり、先端は尖らないが、大抵の場合、先端側から枯れが入る。葉の縁は滑らかで、基部に向かって狭まり、二つ折りとなって互いに重なり合う。葉質は革質で厚く基部は互いに重なり合う。
花期は日本では5-7月、ただし熱帯域では周年にわたって開花する。花茎は根出葉の中から伸び出して高さ50-100cm。途中には退化した葉が着く。まばらな円錐花序を形成し、花はそれぞれ横向きか下向きに開花する。花柄は長さ7-15mmで、基部には卵状披針形の苞が着く。花被片は6枚、青くて長さ6-7mmで狭長楕円形、放射状に平らに広がり、先端は反り返る。雄蕊は6本、花糸の先端部が膨らむのはこの属の特徴だが、本種の場合、上部の膨らんだ部分の下で花糸が膝折に曲がる特徴がある。葯は線状楕円形で黄色。果実は肉質で球形、径1cmほどで青紫色になる。種子は長さ4mmの長楕円形で黒い。
和名は桔梗蘭であり、花の色がキキョウに似ていることに基づく。

## 分布
日本では、本州では紀伊半島、四国、九州と小笠原諸島、琉球列島に見られる。日本国外では、佐竹他(1982)は中国、マレーシア、インドに分布するとしている。
本種を広義に取れば、その分布はきわめて広く、東南アジア熱帯域では普通種で、オーストラリア、タスマニア、ニュージーランドから西太平洋諸島にまで分布し、希ではあるがアフリカやマダガスカルからも知られる。ただし地方型や生態型も数多く、それらを別種として10種にも分ける説もある。

## 生育環境
日本本土においてはその生育域は海岸が多い。佐竹他(1982)も北村他(1978)もその生育環境を「海岸」としている。ただし必ずしもそうは限らず、例えば和歌山県田辺市のひき岩群にも多数生育している。和歌山県では海岸の「海食崖から山脚部まで」分布し、崖の上に大株を作る。沖縄県ではその生育域を「海岸近くの原野から山裾にかけて」としている。
熱帯域においてはその生育環境はより幅広い。きわめて適応性の高い植物であり、開放的な草地から自然林にまで生育し、標高でも海岸から3,000mの高地まで見られる。

## 分類
キキョウラン属には上記のような分類上の問題もあり、研究者によってその種数は10-30まで諸説あるが、日本に産する種は本種のみである。Ylistでは本種の学名を上掲のものとした上で、狭義の場合の学名として D. ensifolia f. racemulifera をあげている。また、 f. albifolia シロバナキキョウランと、f. straminea キバナノキキョウランの二つも取り上げている。
ただし、この後二者については佐竹他(1982)も北村他(1978)も全く触れていない。初島(1975)にはキバナキキョウランについて D. straminea の学名で記述されている。それによると、この名で呼ばれるものは琉球（産地不明）で採集されて東京に移植されたといい、ただしその後に琉球列島でこれが採集されたことはない。記載からは本種のジャワ島、ボルネオ島に産する変種 D. ensifolia f. pallescens に近いという。

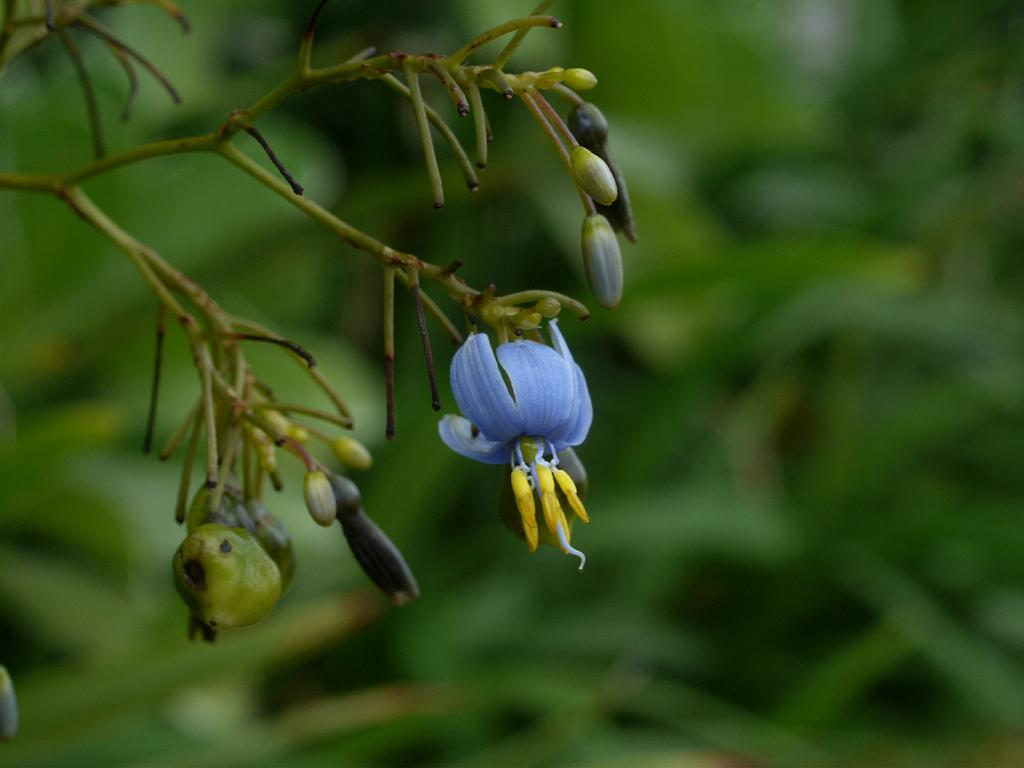
花
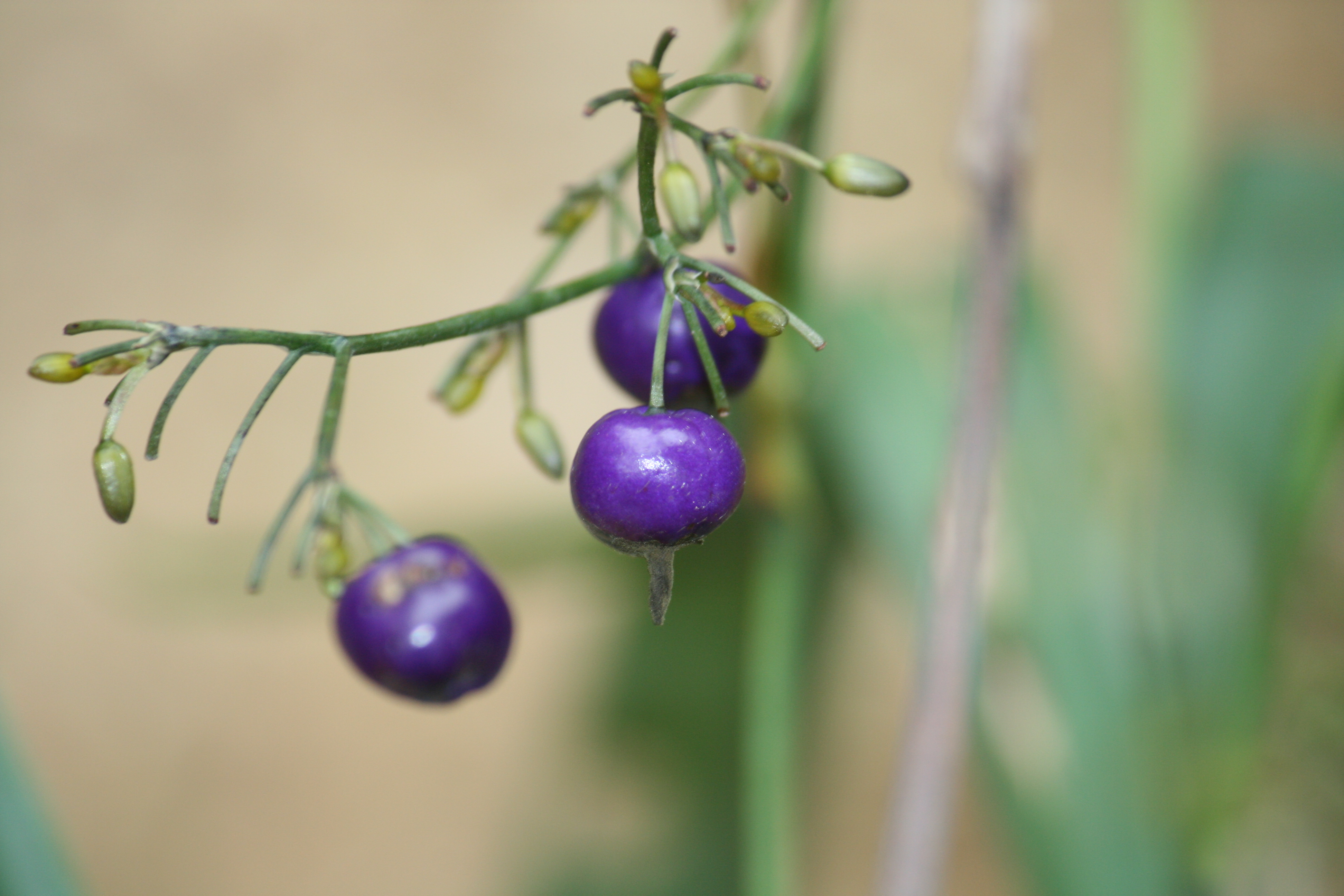
果実
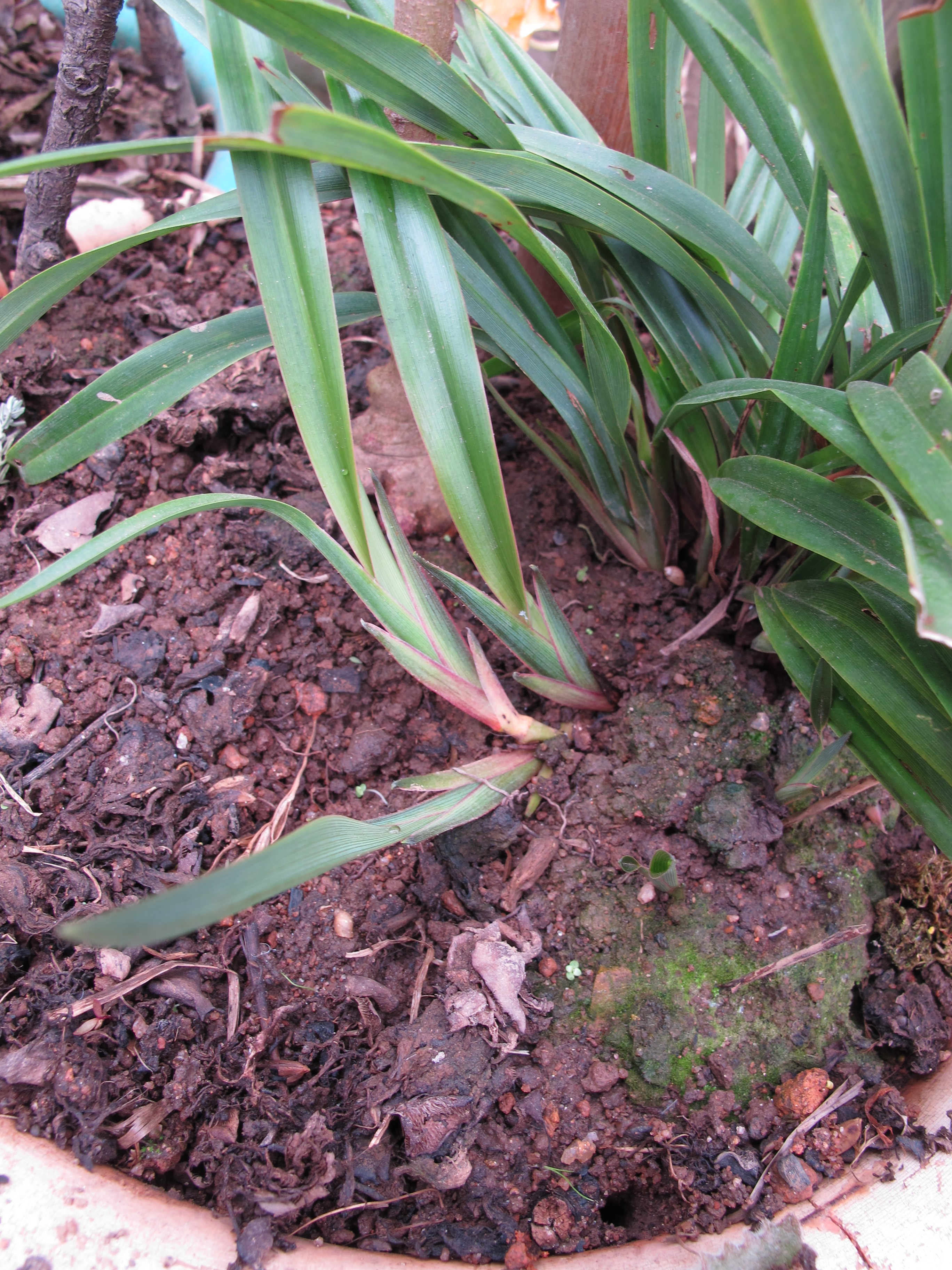
株元の様子

## 利用
観賞用に栽培され、斑入りの系統も知られる。熱帯地域ではグラウンドカバーとして利用される例もある。有毒植物で、薬草としても用いられる。中国では全草や茎を用い、腫れ物や疥癬のかゆみ止めとする。また、タイにおいては南部の民族が腎臓病に対して本種の根を用いるという。